# Phaeacius
Genre
Phaeacius est un genre d'araignées aranéomorphes de la famille des Salticidae.

## Distribution
Les espèces de ce genre se rencontrent en Asie du Sud-Est, en Asie du Sud et en Asie de l'Est.

## Liste des espèces
Selon World Spider Catalog (version 18.0, 03/05/2017) :
- Phaeacius alabangensis Wijesinghe, 1991
- Phaeacius azarkinae Prószyński & Deeleman-Reinhold, 2010
- Phaeacius biramosus Wijesinghe, 1991
- Phaeacius canalis Wanless, 1981
- Phaeacius fimbriatus Simon, 1900
- Phaeacius hampi Freudenschuss & Seiter, 2016
- Phaeacius lancearius (Thorell, 1895)
- Phaeacius leytensis Wijesinghe, 1991
- Phaeacius mainitensis Barrion & Litsinger, 1995
- Phaeacius malayensis Wanless, 1981
- Phaeacius saxicola Wanless, 1981
- Phaeacius wanlessi Wijesinghe, 1991
- Phaeacius yixin Zhang & Li, 2005
- Phaeacius yunnanensis Peng & Kim, 1998

## Publication originale
- Simon, 1900 : Études arachnologiques. 30e Mémoire. XLVII. Descriptions d'espèces nouvelles de la famille des Attidae. Annales de la Société Entomologique de France, vol. 69, p. 27-61 (texte intégral).